# Jadwiga żagańska
Jadwiga żagańska (ur. pomiędzy 1340 a 1350, zm. 27 marca 1390 w Legnicy) – księżniczka żagańska, królowa Polski w latach 1365–1370, od 1372 księżna legnicka; córka Henryka V Żelaznego, księcia żagańskiego i Anny płockiej, czwarta żona króla Kazimierza Wielkiego, od 1372 – żona Ruprechta legnickiego.
Wywód przodków:

| 4. Henryk IV Wierny                                 |  |                     |  |  |                     |
|                                                     |  | 2. Henryk V Żelazny |  |  |                     |
| 5. Matylda Brandenburska córka Hermana III Długiego |  |                     |  |  |                     |
|                                                     |  |                     |  |  | 1. Jadwiga żagańska |
| 6. Wacław płocki                                    |  |                     |  |  |                     |
|                                                     |  | 3. Anna płocka      |  |  |                     |
| 7. Elżbieta Giedyminówna                            |  |                     |  |  |                     |
|                                                     |  |                     |  |  |                     |

## Życiorys
Na początku lat 60. XIV w. Jadwiga stała się, w związku ze zbliżeniem politycznym ojca względem Polski, kandydatką na żonę starzejącego się, a nadal nieposiadającego męskiego potomka Kazimierza Wielkiego. Ślub młodej, bo liczącej pomiędzy 15 a 25 lat księżniczki śląskiej z 55-letnim królem odbył się we Wschowie 25 lutego 1365. W ten sposób Jadwiga stała się czwartą żoną Kazimierza.
Ślub Kazimierza i Jadwigi wywołał skandal, ponieważ król popełnił podwójną bigamię. Adelajda, druga żona króla, żyła i aktywnie upominała się u papieża Urbana V o swoje prawa, jako żony króla polskiego. Prawdopodobnie żyła wówczas również trzecia żona Kazimierza (bigamiczna), Krystyna Rokiczana. Dodatkowo Jadwiga, jako prawnuczka Giedymina, była spokrewniona z pierwszą żoną Kazimierza, Aldoną Anną.
Między 25 lutego a 29 kwietnia 1365 Jadwiga została koronowana na królową. Nie zachowały się jednak żadne przekazy opisujące tę uroczystość. Pierwsze miesiące po zawarciu ślubu małżonkowie spędzili w zamku w Żarnowcu, gdzie przed laty przebywała oddalona przez Kazimierza z Wawelu Adelajda.
Córki urodzone z małżeństwa z Jadwigi i Kazimierza, najstarsza Anna, Kunegunda i Jadwiga, były uznawane jako dzieci nieślubne. 5 grudnia 1369 papież Urban V legitymizował Annę i jej siostrę Kunegundę, jednak bez prawa do dziedziczenia tronu polskiego Do dziś przedmiotem sporu wśród historyków jest kwestia, czy małżeństwo Kazimierza z Jadwigą zostało uznane za legalne przez papieża.
Kazimierz Wielki oczekiwał ciągle na narodziny syna i nawet spowodował wydanie przez swego siostrzeńca i desygnowanego na następcę tronu Ludwika Węgierskiego dokumentu, w którym stwierdzono, że w przypadku narodzin syna traci on prawa do tronu, jeżeli zaś urodzą się córki – wówczas dziedzicem pozostaje Ludwik. Król Węgier został też zobowiązany do wyposażenia księżniczek i wydania ich za mąż.
Po śmierci Kazimierza Wielkiego (zm. 5 listopada 1370) i po wzięciu udziału w koronacji jego następcy, Ludwika Wielkiego, Jadwiga wróciła do księstwa żagańskiego. Na mocy testamentu Kazimierza Jadwiga otrzymała ze skarbca królewskiego 53 grzywny srebra i 1/3 srebrnych naczyń oraz wiano w kwocie 1000 grzywien szerokich groszy.
Córki Anna i Jadwiga w 1371, z inicjatywy ich ciotki Elżbiety Łokietkówny, zostały wysłane na dwór królewski w Budzie i tam spędziły resztę dzieciństwa. Papież Grzegorz XI w bulli z 11 października 1371 legitymizował Jadwigę Kazimierzównę i potwierdził legitymizację Anny, ponownie podkreślając, że córki króla Kazimierza nie mają praw do dziedziczenia tronu polskiego.
Najstarsza córka Jadwigi i Kazimierza, Anna (ur. ok. 1366/1367, zm. 1425), została wydana za mąż za hrabiego Celje Wilhelma. Z tego związku urodziła się córka Anna Cylejska (ur. 1380, zm. 21 maja 1416) – przyszła żona króla Władysława Jagiełły. Po śmierci Wilhelma poślubiła Ulryka księcia Teck. Kolejna córka, Kunegunda (ur. ok. 1367/1368, zm. 1369/1370), zmarła w dzieciństwie, natomiast o najmłodszej, Jadwidze (ur. 1369/1370, zm. po 1382), nie ma pewnych wiadomości, być może wyszła za mąż za jednego z możnowładców południowosłowiańskich. 
Przed 10 lutego 1372 Jadwiga wstąpiła w kolejny związek małżeński – z księciem legnickim Ruprechtem I (zm. w styczniu 1409), synem Wacława I.
Z tego małżeństwa pochodziły również tylko córki: Barbara (ur. między 1372 a 1384, zm. 9 maja 1436) – żona elektora saskiego Rudolfa III oraz Agnieszka (ur. przed 1385, zm. po 7 lipca 1411). Barbara i Rudolf III Saski byli teściami Jana I żagańskiego.
Zmarła w Legnicy i została pochowana w miejscowej kolegiacie.

## W kulturze
Postać Jadwigi żagańskiej, grana przez Aleksandrę Nowosadko, pojawia się w telenoweli historycznej Korona królów.